# Margaret Avison
Margaret Avison OC (* 23. April 1918 in Galt, Cambridge, Ontario; † 31. Juli 2007 in Toronto) war eine kanadische Dichterin, Bibliothekarin und Sozialarbeiterin, die für ihre reichlich dichte und anspruchsvolle Poesie bekannt und ausgezeichnet wurde.

## Leben

### Lehrerin, frühe Gedichte und erster Governor General’s Award
Avison begann nach einem Studium von 1936 bis 1940 am Victoria College der University of Toronto, das sie mit einem Bachelor of Arts (B.A.) abschloss. ihre Laufbahn als Schriftstellerin 1939 mit einem Gedicht im Canadian Poetry Magazine und zwar zwischen 1940 und 1945 für die North American Life Insurance Company, die Gage Press sowie am Canadian Institute of International Affairs tätig. Ihre frühe Lyrik war auch in der von A. J. M. Smith 1943 veröffentlichten grundlegenden Anthologie The Book of Canadian Poetry enthalten.
Avison, die zwischen 1945 und 1955 als Verwaltungsmitarbeiterin und Bibliothekarin in der Bücherei der University of Toronto arbeitete, verfasste Bücher zu unterschiedlichen Themen wie zum Beispiel History of Ontario (1951), ein Schulbuch für die Mittelschule über die Geschichte Ontarios. Nach Studien im Fach kreatives Schreiben an der University of Indiana sowie der University of Chicago erhielt 1956 sie ein Guggenheim-Stipendium.
Für ihre erste Gedichtsammlung Winter Sun (1960) wurde sie mit dem Governor General’s Award, dem renommiertesten Literaturpreis Kanadas, ausgezeichnet. Durch diese Arbeit etablierte sie sich als eine unbequeme und selbstbeobachtende Dichterin von privaten Bildern und subtilen Schattierungen von Gefühlen, die den Lesern herausfordern und frustrieren. Die Komplexität in ihrem Schreiben verbarg eine tief religiöse und anfällige Empfindsamkeit.

### Inhaltliche Vielfalt ihres Schreibens und zweiter Governor General’s Award
Zu ihren folgenden Werken gehörte eine medizinische Biografie und die Mitarbeit an The Plough and the Pen: Writings from Hungary 1930-1956 (1963), eine Übersetzung aus der ungarischen Sprache. 1963 nahm Margaret Avison, die in diesem Jahr auch zum Christentum konvertierte, neben Denise Levertov, Charles Olson, Allen Ginsberg, Robert Duncan und Philip Whalen an einer von Warren Tallman und dessen Frau Ellen King organisierten Lyrik-Konferenz teil. 1964 erwarb sie einen Master of Arts (M.A.) an der University of Toronto mit einer Arbeit zum Thema The style of Byron’s Don Juan in relation to the newspaper of his day.
1966 veröffentlichte Avison The Dumbfounding, eine zugängliche Darstellung spiritueller Entdeckungen und zugleich aufschlussreicher Bericht über das unmaskierte, erzählende „Ich“. Zwischen 1967 und 1968 war sie Dozentin am Scarborough College der University of Toronto und danach bis 1973 als Sozialarbeiterin für die Presbyterian Church Mission in Toronto tätig, ehe sie anschließend von 1973 bis 1974 für acht Monate Writer in Residence an der University of Western Ontario war. Nach einigen unterschiedlichen Berufstätigkeiten von 1974 bis 1978 arbeitete sie zwischen 1978 und 1986 als Sekretärin der Mustard Seed Mission in Toronto.
Der in The Dumbfounding genutzte Stil wurde in Sunblue (1978) weiterentwickelt, eine Verbindung von sozialen Anliegen und sittlichen Werten, gesichert durch religiösen Überzeugungen und einer fortgesetzten Neudarstellung des persönlichen Glaubens.
1990 wurde sie zum zweiten Mal mit dem Governor General’s Award ausgezeichnet, und zwar für No Time. 1994 erschien mit A Kind of Perseverance eine Sammlung ihrer Vorlesungen an Universitäten. Für die 2002 erschienene Sammlung Concrete and Wild Carrot erhielt sie 2003 den angesehenen Griffin Poetry Prize.
In Ergänzung zu ihren 2003 bis 2005 erschienen dreibändigen gesammelten Werke brachte sie 2006 unter dem Titel Momentary Dark eine Sammlung neuer Gedichte heraus. Margaret Avision, die mit dem Offizierskreuz der Order of Canada (OC) geehrt wurde, Leslie K. Tarr-Preis für herausragende Beiträge christlichen Schreibens und Veröffentlichungen in Kanada. 2006 erschienen im Online-Literaturmagazin Jacket acht Gedichte wie The World Still Needs.

## Werke (Auswahl)
- Books about Russia, February, 1943, 1943
- History of Ontario, 1951
- Winter sun, 1960
- The style of Byron’s Don Juan in relation to the newspaper of his day, 1964
- Sunblue, 1978
- The dumbfounding, 1966
- No Time, 1989
- Selected poems, 1991
- A kind of perseverance, 1994
- Not yet but still, 1997
- Concrete and wild carrot, 2002
- Always Now, 2003
- Momentary Dark, 2006

in deutscher Sprache
- Weatherings = Verwitterungen, Übersetzung von Heinz Wetzel und Peter Nusser, Berlin 2007, ISBN 978-3-926677-67-9